# Dido abandonada (Scolari)
Didone abbandonata es una ópera del compositor italiano Giuseppe Scolari. Está dividida en 3 actos con libreto del también italiano Pietro Metastasio, libretista de otras óperas de Scolari como "Alessandro nelle Indie" (1749) . 
Se estrena el 30 de mayo de 1752 en el Teatro de la Santa Cruz de Barcelona con motivo de la onomástica del rey Fernando VI de España.
Contó con una decoración muy elaborada del pintor de la Academia de Bellas Artes de San Fernando, Francesc Tramulles, que llegó a incluir incluso fuegos artificiales, aunque no sabemos totalmente la certeza de este dato. 
Esta ópera está escrita en lengua italiana y pertenece al género cultivado en Italia, dramma per musica. Tuvo tal cantidad de éxito que llegó a representarse hasta 12 veces en una misma temporada. Finalmente gracias al éxito entre los espectadores consiguió una renovación en el Teatro de la Santa Cruz en la temporada 1753-1754.

## Giuseppe Scolari
Giuseppe Scolari (Vicenza, alrededor de 1720 - Lisboa, alrededor de 1774 ), fue un compositor italiano .
Fue un compositor que a través de manuscritos sabemos que viajó por toda Europa. Habría estado en Venecia durante varios años , antes de mudarse a Barcelona en 1750, donde vivió hasta 1753 y compuso muchas de sus óperas. Finalmente en 1768 se estableció definitivamente en Lisboa. Fue el primer compositor del norte de Italia en adoptar el estilo operístico napolitano.
Al igual que Baldassarre Galuppi, puso en música varios libretos de Carlo Goldoni, que fueron particularmente exitosos. Goldoni escribió para él el libreto La cascina (1756, Venecia), y Scolari lo adaptó en música. En España, la granja se integró incluso en el repertorio de la zarzuela bajo el nombre de Las Queseras . Poco después, Scolari también tuvo un mayor éxito en Italia con otro libreto de Goldoni, La Conversazione (1758, Venecia).
Giuseppe también trabajó como maestro de capilla.

## Libreto
El libreto fue escrito por Pietro Metastasio, uno de los más importantes libretistas de toda Italia. 
Escribió el libreto también de otras versiones de "Dido Abandonada":
- 1759 - Brunetti, Giuseppe y Pietro Metastasio.  El drama de la música que se representará en Florencia en el teatro de calle de la Pergola en el otoño del año 1759.
- 1724 - Albinoni, Tommaso y Pietro Metastasio. Dido abandonada, tragedia de Artino Corasio, fue representada en el Teatro Tron de S. Cassano, el carnaval del año 1725 dedicado a las más excelentes damas venecianas.
- 1782 - Sarro, Domenico Natale y Pietro Metastasio. Dido abandonada; libreto: Pietro Metastasio. Venecia: Zatta, 1782
- 1788 - Anfossi, Pasquale y Pietro Metastasio. Dido abandonada, drama para la música. Estar representado en el Teatro Real de San Carlos el 30 de mayo de 1788, celebrando el glorioso nombre de Fernando IV. Nápoles, cerca de Vincenzo Flauto, 1788.
- 1794 - Paisiello, Giovanni y Pietro Metastasio.
- 1825 - Mercadante, Saverio y Pietro Metastasio. Representado en Nápoles en el Real Teatro di S. Carlo en el verano de 1825. Nápoles, de Tipografia Flautina, 1825.

## Características
1. Opera escrita en italiano
2. Dividida en 3 actos

Se ha perdido la mayoría de información de esta ópera, sin tener incluso grabaciones ni partituras a las que recurrir. Solo contamos con fuentes históricas que nos permiten tener pequeños detalles acerca de este "dramma per música".

## Obra (Scolari)
Óperas

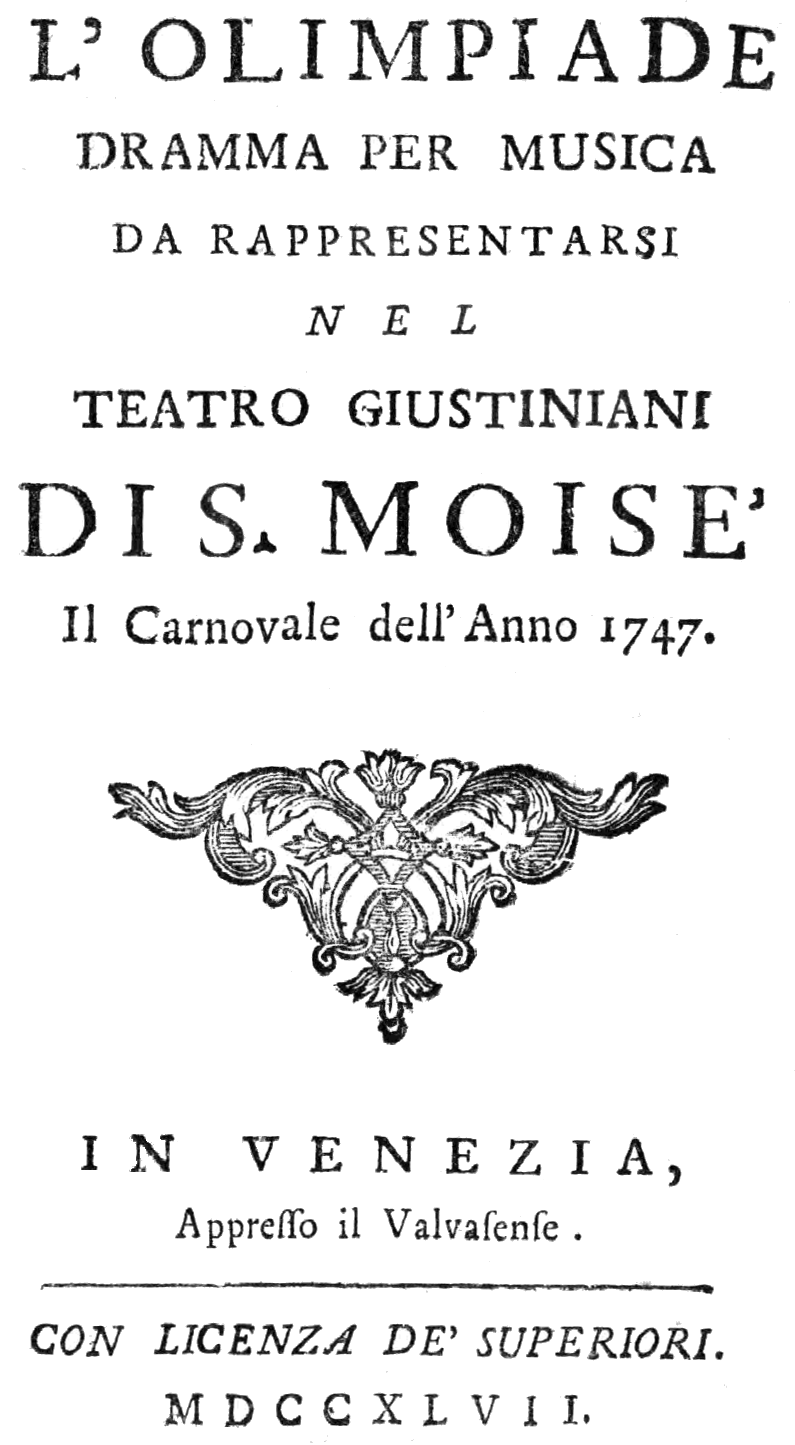

1. Il Pandolfo (comedia musical, 1745, Venecia)
2. El maravilloso hada (drama lúdico, 1745, Venecia)
3. El Olimpiade (drama para la música, libreto de Pietro Metastasio , 1746, Teatro San Moisè di Venezia)
4. The Golden Fleece (drama para la música, libreto de Giovanni Palazzi , 1749, Venecia)
5. Alessandro nelle Indie (drama para música, libreto de Pietro Metastasio , 1749, Vicenza)
6. El filósofo químico poeta (drama lúdico, libreto de Antonio Palomba, 1750, Teatre de la Santa Creu, Barcelona)
7. Alejandro en las Indias , òpera de Giuseppe Scolari (1750, Barcelona)
8. El viejo avaro , obra de Giuseppe Scolari (1751, Barcelona)
9. El impostor , por Gioacchino Cocchi y Giuseppe Scarlatti (1751, Barcelona)
10. Dido abandonado , por Giuseppe Scolari (1752, Barcelona)
11. Quien abraza nada aprieta (drama lúdico, libreto de Bartolomeo Vitturi , 1753, Venecia)
12. Adriano en Siria (drama musical, libreto de Pietro Metastasio , Carnevale 1754, Venecia)
13. La burla del avaro (drama lúdico, reseña de quien abraza nada se tensa , 1754, Lugo)
14. La cascina (drama musical, libreto de Carlo Goldoni , 1756, Venecia)
15. Cajo Fabrizio (drama musical, libreto de Apostolo Zeno , 1756, Florencia)
16. Statira (drama de música, libreto de Carlo Goldoni , 1756, Venecia)
17. El conde Caramella (libreto de Carlo Goldoni , 1756, Milán)
18. El Andrómaca (drama lúdico, libreto de GM Viganò, 1757, Lodi)
19. Artaserse (drama para la música, libreto de Pietro Metastasio , 1757, Pavia)
20. La boda (libreto de Carlo Goldoni , 1757, Milán)
21. Las mujeres vengadas (folleto de Carlo Goldoni , 1757, Milán)
22. Rosbale (drama lúdico, libreto de Francesco Silvani , 1757, Padua)
23. La conversación (libreto de Carlo Goldoni , 1758, Venecia)
24. El charlatán (juego lúdico, 1759, libreto de Carlo Goldoni , Venecia)
25. El falso caballero (drama lúdico, revisión del anterior, 1760, Modena)
26. El noble noble falso (opereta cómica, 1760, Copenhague)
27. El bromista mísero (drama lúdico, reseña de Cualquiera que abraza nada se aprieta , 1762, Copenhague)
28. La buena hija casada (drama lúdico, libreto de Carlo Goldoni , 1762, Murano)
29. El viajero ridículo (drama lúdico, en colaboración con Antonio Maria Mazzoni , libreto de Carlo Goldoni , 1762, Milán)
30. La familia en desorden (drama lúdico, 1762, Parma)
31. Tamerlano (drama para la música, 1763, Milán)
32. La constancia de las mujeres (drama lúdico, 1764, Turín)
33. Cajo Mario (drama musical, libreto de Gaetano Roccaforte, 1765, Milán)
34. Il ciarlone (intermezzo, libreto de Antonio Palomba, 1765, Milán)
35. El esclavo reconocido (drama lúdico, en colaboración con Niccolò Piccinni , 1765, Bologna)
36. El esclavo reconocido (drama lúdico, libreto de Alcindo Isaurense PA, revisión del anterior, 1766, Venecia)
37. La mujer extravagante (drama lúdico, 1766, Venecia)
38. Antigono (drama para música, libreto de Pietro Metastasio , 1766, Teatro San Carlo en Nápoles con Caterina Gabrielli y Anton Raaff )
39. El Bejglierbej de Caramania (drama lúdico, libreto de Girolamo Tonioli , 1771, Lisboa)
40. Eponina (drama musical, libreto de Giovanni Francesco Fattiboni , 1772, Cádiz)
41. Para las damas (burletta, 1774, Lisboa)

Música vocal:
1. Serenata de seis voces (1760, Padua)
2. Ya la muerte (aire)
3. Sí, la morena audaz (aria para tenor y orquesta)
4. Si no crees en mis labios (aire para contralto e instrumentos)
5. En ti espero dueño amado (aria)
6. Grande es ver mis dolores (aire)
7. Otras dos arias para soprano e instrumentos
8. Nueva y brillante canción para soprano y bajo continuo

Música instrumental
1. Obertura a múltiples instrumentos
2. Sinfonía en re mayor
3. Concierto para violín en sol mayor
4. Sinfonía